# Myotis austroriparius
Myotis austroriparius — вид роду Нічниця (Myotis).

## Поширення, поведінка
Діапазон поширення включає в себе південний схід США. Раціон складається в основному з комах. Вони часто полюють і харчуються над водою. Забарвлення волосяного покриву варіює від сірого до яскраво-оранжево-коричневого, самиці, зазвичай більш яскраві, ніж самці.